# Plethochaeta varicolor
Plethochaeta varicolor är en tvåvingeart som beskrevs av Daniel William Coquillett 1901. Plethochaeta varicolor ingår i släktet Plethochaeta och familjen kolvflugor. Inga underarter finns listade i Catalogue of Life.